# Магнолія Суланжа
{{#ifeq:0|0|{{#if:|{{#if:Magnolia× soulangeana|[[]}}|}}}}
Магно́лія Сул́анжа, або магнолія Сулянжа (Magnolia × soulangeana) — гібридний сорт декоративного дерева (або куща) роду магнолія (Magnolia) родини магнолієві (Magnoliaceae). Отримана від схрещування магнолії оголеної (M. denudata) та магнолії лілієцвітої (M. liliflora). Виведена у Франції в 1820 році французьким агрономом, колишнім дипломатом і військовим Етьєном Суланж-Боденом (фр. Étienne Soulange-Bodin).

## Розповсюдження
Маґнолії в дикому вигляді ростуть на території Південної та Північної Америки, Південно-Східної Азії, на островах Ява і Суматра. Гібридна форма Magnolia × soulangeana широко розповсюджена в садах та парках світу. В культурі в Україні з кінця XIX століття. Культивується в ботанічних садах, міських насадженнях. Придатна до вирощування по всій території України, перспективна для ширшого впровадження в озеленення. Колекція магнолій цього виду є в Національному ботанічному саду імені Миколи Гришка НАН України і в ботанічному саду імені Фоміна університету Шевченка.

## Ботанічний опис
| Дерево                    |                                                     |
|                           |                                                     |
| Весною (Бохум, Німеччина) | Взимку (Дендрарій Арнольда, (штат Массачусетс, США) |

Листопадне невисоке, густе, щільне деревце чи кущ висотою від 3 м до 10 м, з кулястою кроною. Кора стовбура гладка, сіра, гілок — сірувато-коричнева з восковим нальотом, молоді пагони коричнювато-оливкові, злегка опушені, пізніше голі. Бруньки шовковисто-опушені. Листя магнолії Суланжа велике світло-зелене, оберненояйцеподібної форми, завдовжки до 16(20) см і завширшки 5-8 см, з коротким вістрям на верхівці  зверху голе, знизу має легке опушення.
Насіння дозріває у вересні — жовтні. Плід багатолистянка, циліндрична або довгастоовальна 8-16 см завдовжки і 3-7 см завширшки, рожево-пурпурова. Насіння чорне серцеподібне 8-10 мм довжиною, 9-12 мм шириною в червоній маслянистій оболонці. Маса 1000 насінини в оболонці - 400-600 г.

### Цвітіння
Зацвітає рослина ще до появи листя в квітні-травні. Квіти круглі великі (діаметром до 15-20 см), келихоподібні. Колір пелюсток буває від біло-рожевого до темно-пурпурового забарвлення при основі. Квіти з тонким ароматом або без сильного запаху.

### Умови вирощування
Магнолія Суланжа холодо- і посухостійка рослина. Краще росте на сонячних або злегка затінених, але бажано захищених від вітру ділянках.
Магнолія любить кислі ґрунти, насичені органікою. Ґрунт має бути пухким, родючим, гумусовим, рівномірно зволоженим і з хорошим дренажем. Бажано проводити підгодівлю магнолії: навесні та влітку - азотні добрива для гарного розвитку, в середині - кінці літа калійні, щоб магнолія вчасно завершила вегетацію і успішно перезимувала. Зі спеціалізованих добрив магнолії підходять комплекси для азалій, рододендронів та хвойних, відповідно весняні та осінні.
Рослина не сприймає засолені і вапняні ґрунти. Вона досить вологолюбна, але не переносить застою води. Поливати, мульчувати, а також захищати від вітрів необхідно обов'язково. Незважаючи на те, що магнолія морозостійка, верхівки пагонів можуть підмерзати. У цьому випадку потрібно проводити весняну обрізку, уражені гілки знову відновляться в цей же сезон. Обрізка рекомендується мінімальна, тільки формуюча і санітарна. Не варто вкорочувати гілки, намагаючись зменшити крону, бо цвітіння відбувається саме на кінцях гілок. Оптимальний час для обрізки - після цвітіння, на початку літа. 
У хороших умовах магнолія цвіте рано і рясно. Рослина є середньо морозостійкою, переносить зниження температури до −20 С °. До зими необхідно нижню частину стовбура утеплювати соломою і хвоєю. Особливо цього потребують молоді дерева.

### Розмноження
Розмножують магнолію Суланжа відводками, насінням, а також укоріненням напівздерев'янілих живців. 
Розмноження насінням: насіння магнолії міститься у шишкоподібних плодах. Спочатку зелені, восени плоди набувають кольору, від червоного до брунатного. У вересні—жовтні насіння дозріває, плід тріскається, і з нього виглядає насіння в оранжево-червоній оболонці - саркотесті. Для вдалого розмноження важливо зібрати стигле насіння і не допускати його пересушування на усіх етапах вирощування. Зібране насіння треба очистити від саркотести, що містить ефірні олії - інгібітори проростання. Промивши насіння, його змішують з вологим перлітом або мохом сфагнум, розкладають у зіп-пакети і кладуть на стратифікацію при невеликих плюсових температурах на овочеву полицю холодильника або у підвал. Промерзання нижче -5С згубне для насіння. В січні — на початку лютого насіння висівають у горщики на глибину 3 см і весь час підтримують ґрунт вологим. Перші сходи з`являються через місяць-півтора після висіву, але можуть проростати весь сезон і навіть у наступному році. Сіянці магнолії потребують рясного поливу і не переносять прямого сонця, як будь-яка розсада. За перший рік магнолії досягають у середньому 20 см висоти. На першу зиму сіянці треба забрати у підвал або в теплицю. Навесні їх розсаджують по одному. На постійне місце висаджують у віці 2-3 роки. 
Сіянці даної рослини зацвітуть на 6-8 рік. Щоб прискорити цвітіння, можна прищепити на сіянця живець дорослої рослини, яка уже цвіте. Слід пам'ятати, що магнолія Суланжа - це гібрид, отже сіянці будуть дещо відрізнятися від батьківських рослин. Для повної передачі ознак використовують відводки, живцювання і щеплення - вегетативні види розмноження. 

## Практичне використання

### Декоративне оздоблення ділянок
Магнолію найчастіше використовують в солітерних посадках. Одиночна рослина добре виглядає на краю смарагдово-зеленого газону. У центрі клумби, складеної з вічнозелених чагарників, дуже красиво виглядає сорт «Burgundy» з пурпуровими квітками. У центрі зеленого газону магнолія вийде на передній план. Для таких посадок підійде сорт «Alexandrina» з ніжно-рожевими зовні і білими зсередини квітками. Коло сонячної тераси магнолія виконує відразу дві функції — навесні дає аромат, а влітку затінення від сонця.

### Лікувальні властивості
Рослина має лікувальні властивості. Препарати, у складі яких присутні листя магнолії, знижують тиск, зменшують серцебиття, а також допомагають позбутися болю в серці.

## Декоративні форми
| Зображення | Назва                                                                 | Опис |
| ---------- | --------------------------------------------------------------------- | --- |
|            | Magnolia ×soulangeana Alexandrina Магнолія Суланжа «Александрина»     | квітки келихоподібні, плодолистків 9, зовні світло-рожеві з пурпуровими стрічками біля 3/4 плодолистка, всередині білі, приємно запашні                                                                                       |
|            | Magnolia ×soulangeana Amabilis                                        | квітки чашоподібні, білі невеликі, плодолистків 6, зовні в основі рожево-жовті, всередині білі, запашні |
|            | Magnolia ×soulangeana Andre Leroy                                     | квітки чашоподібні, рожево-пурпурові, плодолистків 6, запашні |
|            | Magnolia ×soulangeana Arborea                                         | квітки чашоподібні, світло-рожеві з пурпуровими стрічками невеликі, запашні |
|            | Magnolia ×soulangeana Brozzonii                                       | квітки чашоподібні, білі в кінці цвітіння розташовані горизонтально, діаметр квітки до 25 см., плодолистків 9, зовні в основі та по центральній жилці - рожево-пурпурові, всередині білі                                      |
|            | Magnolia ×soulangeana Candolleana                                     | |
|            | Magnolia ×soulangeana Cyatiformis                                     | квітки дзвоникоподібні, плодолистків зовні ясно-пурпурові з білим обідком, всередині білі |
|            | Magnolia ×soulangeana grandiflora                                     | |
|            | Magnolia ×soulangeana Lennei                                          | квітки келихоподібні, в кінці цвітіння чашоподібні, зовні рожево-пурпурові, всередині білі, плодолистків 6, чашолистки 3, мають половину довжини плодолистків                                                                 |
|            | Magnolia ×soulangeana Lennei alba                                     | квітки подібні до М. Lennei, але білі, тільки в основі пурпурові |
|            | Magnolia ×soulangeana Lombardii rosea                                 | квітки чашоподібні, темно-рожеві, великі, запашні |
|            | Magnolia ×soulangeana Niemetzii                                       | |
|            | Magnolia ×soulangeana Odorata                                         | квітки келихоподібні, біло-рожеві з пурпуровими стрічками при основі, плодолистків 6, звужені на верхівці, з приємним запахом                                                                                                 |
|            | Magnolia ×soulangeana Picture                                         | квітки келихоподібні, великі, рожеві з пурпуровими стрічками, плодолистків 9, загострені на верхівці |
|            | Magnolia ×soulangeana Purpurea                                        | квітки чашоподібні, темно-пурпурові, плодолистків 6, зовні інтерсивнопурпурові, всередині рожеві |
|            | Magnolia ×soulangeana Rosea                                           | квітки чашоподібні, рожеві, плодолистків 9, зовні рожеві, всередині білі |
|            | Magnolia ×soulangeana Rubra                                           | квітки чашоподібні, червоні, плодолистків 6, зовні червоні, всередині білі, запашні |
|            | Magnolia ×soulangeana Rustica                                         | квітки чашоподібні, яскраво-пурпурові, плодолистків 6, зовніпурпурові, всередині білі |
|            | Magnolia ×soulangeana Rustica Rubra                                   | |
|            | Magnolia ×soulangeana San-Jose                                        | квітки широкочашоподібні, пурпурово-червоні, плодолистків 6, оберненояйцеподібні, зовні забарвлені, всередині білі |
|            | Magnolia ×soulangeana Soul.-Bod. nothovar. lennei (Van Houtte) Rehder | |
|            | Magnolia ×soulangeana Speciosa                                        | Широкий чагарник або невелике дерево, яке зазвичай виростає до 6 метрів у висоту. Крона округла. Квіти ароматні, рожеві з білими серединками, розцвітають ранньою весною (з кінця березня до середини квітня) до появи листя. |
|            | Magnolia ×soulangeana Spectabilis                                     | квітки чашоподібні, білі з яскраво-рожевим відтінком, запашні |
|            | Magnolia ×soulangeana Superba alba                                    | квітки келихоподібні, білі, плодолистків ніжнорожеві при основі, запашні |
|            | Magnolia ×soulangiana Verbanica                                       | |